# Martin Agricola
Martin Agricola (født 6. januar 1486 i Schwiebus, Nedre Schlesien, død 10. juni 1556 i Magdeburg) var en tysk musikteoretiker, musikpædagog og komponist fra renæssancen.

## Liv og virke
Acricola var søn af en rig bonde. Efter 1510 rejste han i de østlige dele af Tyskland, han var sandsynligvis blandt andet i Frankfurt an der Oder og Leipzig. På denne tid lærte han sig som autodidakt grundlaget for sin musikalske kundskab.
I 1519 slog Agricola sig ned i Magdeburg som musiklærer. Reformationen blev kort efter gennemført i byen, og Agricola sluttede sig til. Med indføringen af den nye kristendomsbekendelse blev byens ulige musikskoler slået sammen til én, og Agricola blev i 1525 ansat som skolens kantor. Ved siden af lærergerningen bestræbte Agricola sig frem for alt på at give den nye protestantiske bevægelse en egen kirkemusik. I 1528 offentliggjorde han Ein kurz deudsche Musica, en populær indføring i musikundervisning, og i 1529 en vigtig afhandling om tidens musikinstrumenter: Musica instrumentalis deudsch.
Agricola gav værdifulde bidrag til udviklingen af musiknotation, for eksempel skalaen, notenøglerne og taktslag.
Agricola var den første, som tonesatte Martin Luthers koral Ein feste Burg med fire stemmer.
Magdeburg by har opkaldt gaden Martin-Agricola-Straße efter ham.

## Værker i udvalg
- Ein kurtz deutsche Música, (1528).
- Música instrumentalis deudsch, (1529).[1]
- Música figuralis deutsch, Magdeburg 1532.
- Von der proportionibus, (1532).
- Rudimenta musices, (1539).
- Duo libri murices, (1561).